# اونترسیماو
اونترسیماو (به آلمانی: Untersiemau) یک شهر در آلمان است که در Coburg واقع شده‌است. اونترسیماو ۴٬۲۴۱ نفر جمعیت دارد.